# Zagersdorf
Zagersdorf è un comune austriaco di 1 250 abitanti nel distretto di Eisenstadt-Umgebung, in Burgenland. Abitato anche da croati del Burgenland, è un comune bilingue; il suo nome in croato è Cogrštof. È stato istituito nel 1992 per scorporo dal comune di Siegendorf, del quale era comune catastale dal 1º gennaio 1971; in precedenza Zagersdorf aveva fatto parte del comune di Klingenbach.